# Hongdu JL-8
Hongdu JL-8, tudi Nančang JL-8 in Karakorum-8 je enomotorno reaktivno šolsko vojaško letalo, ki so ga zasnovali pri kitajskem China Nančang Aircraft Manufacturing Corporation. Glavni proizvajalec je Hongdu Aviation Industry Corporation. Verzijo K-8P Karakorum so proizvajali skupno s Pakistan Aeronautical Complex. Letalo se lahko uporablja tudi kot lahki jurišnik. 
Delo na Jl-8 se je začelo leta 1987, kot plod sodelovanja Kitajske in Pakistana. Sprva je letalo uporabljajo veliko ameriških delov, npr. motor Garrett TFE-731 in avioniko. Zaradi embarga, ki je sledil po protestih na trgu nebeškega miru leta 1989 so morali poiskati druge dobavitelje opreme. Tako so na nekatere verzije namestili ukrajinske motorje Ivčenko-Progress AI-25TLK. 
Življenjska doba letala naj bi bila okrog 8000 letečih ur.

## Specifikacije (K-8)
Podatki iz Pakistan Aeronautical Complex, SinoDefence.com,  Jane's Aircraft Recognition Guide
Splošne karakteristike
- Posadka: 2 (pilot in inštrukto)
- Dolžina: 11,6 m (38 ft 0 in)
- Razpon kril: 9,63 m (31 ft 7 in)
- Višina: 4,21 m (13 ft 9 in)
- Teža praznega letala: 2687 kg (5924 lb)
- Maks. vzletna teža: 4330 kg (9546 lb)
- Pogon letala: 1 × Garrett TFE731-2A-2A turbofan, 16,01 kN (3600 lb)

 Zmogljivost 
- Maks. hitrost: Mach 0,75 (800 km/h, 498 mph)
- Doseg: 2250 km (1398 milj)
- Višina leta: 13000 m (42651 ft)
- Obremenitev kril: 254,40 kg m-2 ()

- Največja G-obremenitev: +7.33 g / -3.0 g

Oborožitev

- Top: 1× 23 mm top
- Noslici:  5 nosilcev s skupno kapaciteto 1000 kg
  - 4× podkrilni nosilci, vsak 250 kg
- Rakete: nevodljive  57 mm rakete, 2 nosilca, vsak s 12 raketami
- Rakete zrak-zrak: PL-5, PL-7
- Bombs prostopadajoče ali kasetne
- Drugo:
  - 2× 80 galonski odvrgljivi rezervoar

Letalska elektronika

- EFIS